# 키런 다시스미스

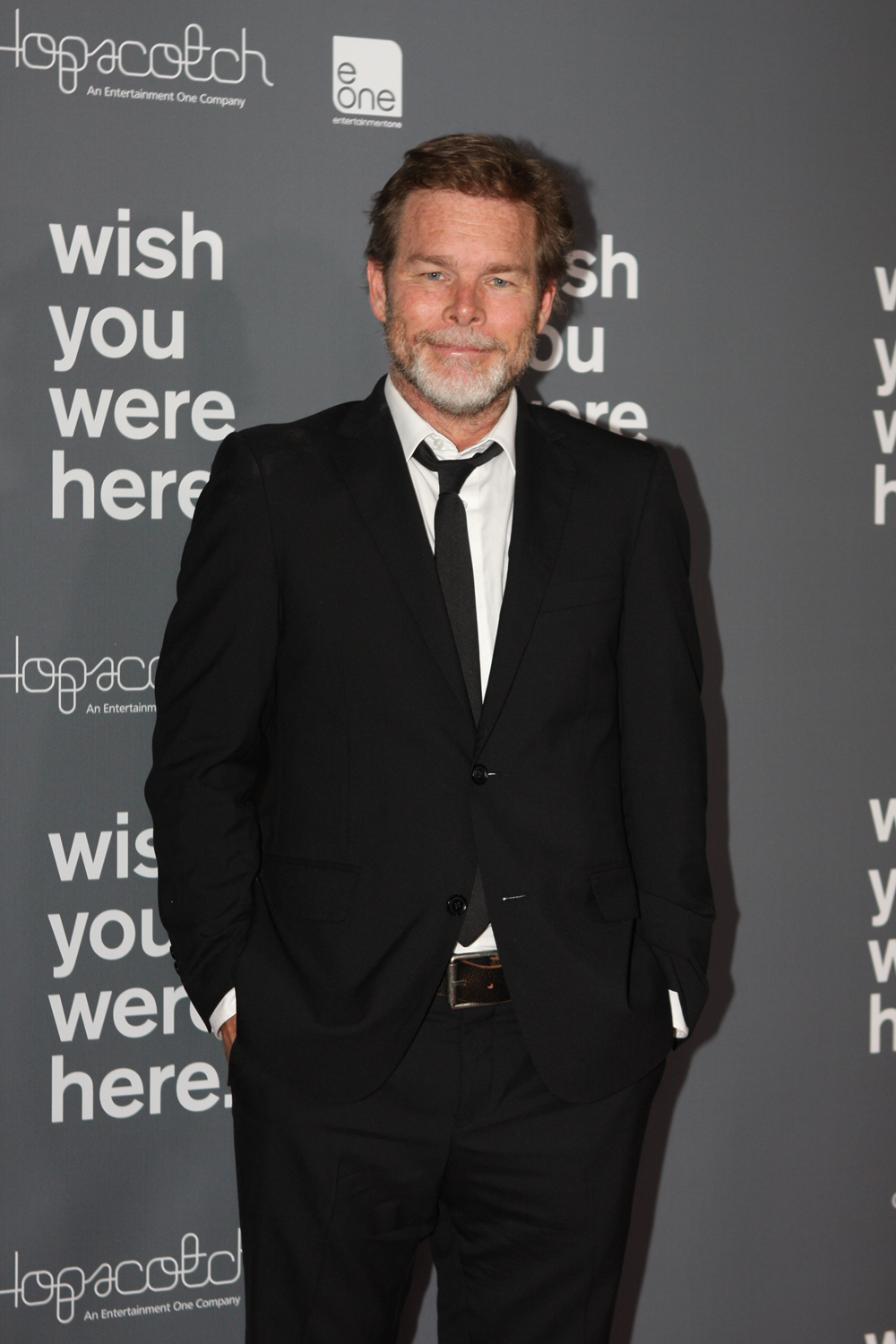

키런 다시스미스(영어: Kieran Darcy-Smith, 1965년 6월 12일 ~ )는 오스트레일리아의 배우 겸 극작가, 연출가이다.

## 영화
- 더 듀얼 (2016년)
- 내 곁에 있기를 (2011년)
- 더 리프 (2010년) - 워렌 역
- 애니멀 킹덤 (2010년) - 존 해럽 역
- 미라클 피시 (2009년)
- 더 스퀘어 (2008년)
- 카툼바 (2007년)
- 9월 (2007년)
- 퍼시픽 (2006년)
- 케이브 (2005년) - 스트로드 역
- 불후의 명작 (2001년)
- 투 핸즈 (1999년)
- 올 세인츠 (1998년)
- 블러드록 (1998년)
- 로디드 (1996년)
- 홈 앤 어웨이 (1988년) - 테리 역